# École du Louvre
L'École du Louvre és una institució pública d'educació superior francesa situada al Palau del Louvre de París i ensenya estudis d'història de l'art.
Fundada l'any 1882 en una de les ales del Museu del Louvre, institució ideada originàriament per estudiar l'arqueologia, l'entorn i les necessitats, va fer que la institució abastés tota la història de l'art, que encara és la base de l'art fins als nostres dies. educació superior. Depèn organitzativament i administrativament del Ministeri de Cultura francès i és un organisme públic des de 1997.

## Graduats famosos
- Moixé Castel, un pintor israelià
- Martine Franck, una coneguda fotògrafa belga que va ser membre de l'Agència Magnum
- Joan Vilà i Moncau, un pintor català
- Régine Pernoud, una historiadora medievalista, doctora en lletres i arxivera francesa
- Jean Yoyotte, un egiptòleg francès